# Johannes Theodorus Maria Smits van Oyen

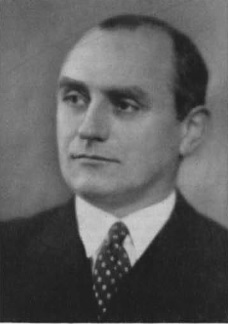
Jhr. mr. J.Th.M. Smits van Oyen

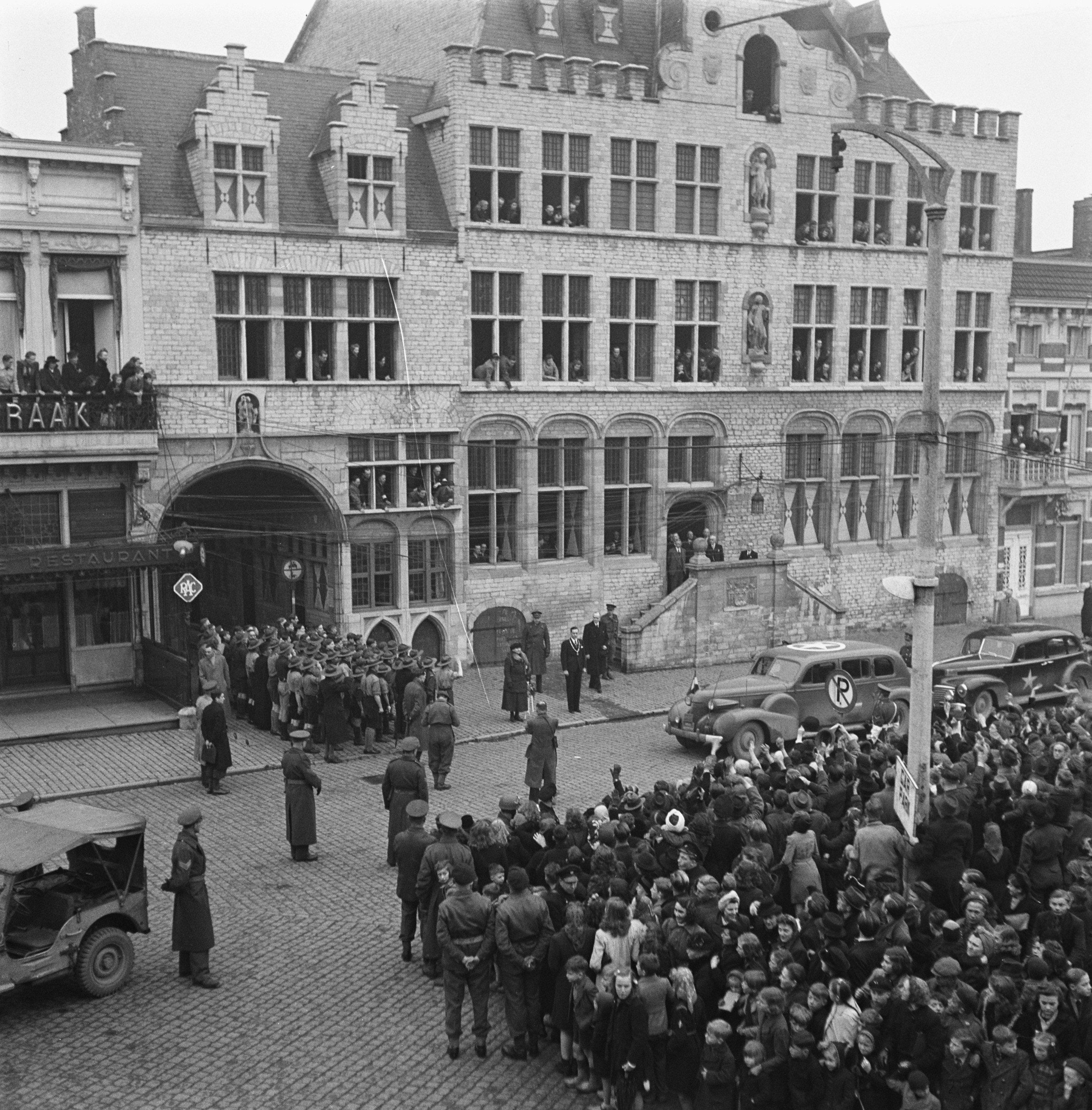
Koningin Wilhelmina in Bergen op Zoom, 16 maart 1945. Naast haar: burgemeester H.B.J. Witte (met ambtsketen) en waarnemend commissaris der koningin J.Th.M. Smits van Oyen

Jhr. mr. Johannes Theodorus Maria Smits van Oyen, heer van Eckart en in Oyen (Eindhoven, 28 juni 1888 – Brussel 10 juni 1978) was een Nederlands bestuurder.

## Biografie
Smits was een telg uit de familie Smits. Hij was de zoon van jhr. Theodorus Gijsbertus Maria Smits (1860-1919) en Josephine Wilhelmine Theresia Hubertine Regout (1866-1943). Zijn moeder was een dochter van de Maastrichtse fabrikant en politicus Louis (I) Regout. Na de dood van zijn vader in 1919 werd hij de eigenaar van landgoed Eckart, dat hij in 1937 verkocht, waarna hij op Soeterbeek en later in Brussel ging wonen. 
Hij studeerde rechten, werd in 1919 burgemeester van Bennebroek en was van 1921 tot 1931 burgemeester van Nuenen, Gerwen en Nederwetten. In 1922 trouwde hij met jkvr. Margaretha Maria Anna Michiels van Kessenich (1899-1927), die kort na de geboorte van haar derde kind overleed. Zij waren de ouders van jhr. mr. Johannes Jacobus Smits van Oyen (1924-1977).
Smits hertrouwde na de dood van Margaretha niet, maar wijdde zich aan de uitoefening van zijn vele bestuurlijke functies, waaronder bij de PNEM en de Budelse zinkfabriek. Tijdens de Tweede Wereldoorlog kwam hij in Buchenwald terecht en na de bevrijding was hij waarnemend Commissaris van de Koningin in Noord-Brabant (1944-1946). Ook was hij kamerheer van Koningin Wilhelmina (1936-1948), kamerheer in buitengewone dienst van Koningin Juliana (1948-1978), lid van Provinciale Staten (1923-1959) en Gedeputeerde Staten (1931-1959) van Noord-Brabant, curator Rijksuniversiteit te Utrecht (1949-1955) en lid bestuur Landbouwhogeschool te Wageningen.